# Nordhuggspindel
Nordhuggspindel (Gnaphosa lapponum) är en spindelart som först beskrevs av Ludwig Carl Christian Koch 1866.  Nordhuggspindel ingår i släktet Gnaphosa och familjen plattbuksspindlar. Arten är reproducerande i Sverige. Utöver nominatformen finns också underarten G. l. inermis.